# Cabernet Cantor
Cabernet Cantor ist eine 1989 gezüchtete pilzwiderstandsfähige Rotweinsorte. Cabernet Cantor wurde am Staatlichen Weinbauinstitut Freiburg aus den Sorten Seibel 7053 (auch Chancellor genannt), Merzling, Zarya Severa und Muskat-Ottonel gekreuzt. Amtlich wird er mit dem Zuchtstamm FR 523-89 r gekennzeichnet.
Siehe auch den Artikel Weinbau in Deutschland sowie die Liste von Rebsorten.

## Eigenschaften der Rebe
Austrieb und erfolgen einige Tage vor dem Spätburgunder. Der Reifezeitpunkt liegt ca. 1 Woche vor dem Spätburgunder. Die Festigkeit gegen den Echten und Falschen Mehltau gilt als sehr gut. Die Sorte neigt kaum zu Verrieselung und Stiellähme und der Anteil der Rohfäule ist gering.

## Eigenschaften des Weins
Die Weine sind würzig, mild und farbstoffreich. Sie verfügen über einen typischen Cabernet- bzw. Merlot-Charakter.
Synonyme: Zuchtnummer FR 523-89 r
Abstammung: Chancellor (vulgo Seibel 7053) × (Merzling × (Zarya Severa × Muskat-Ottonel))

## Verbreitung
Die bestockte Rebfläche in der Schweiz lag im Jahr 2022 bei rund 2 ha, im Jahr 2016 lag sie bei 1 ha. 